# Samson (filme)
Samson é um filme bíblico de 2018 dos gêneros drama ação, dirigido por Bruce Macdonald. É inspirado na história de Sansão no Livro dos Juízes e estrelado por Taylor James no papel central, junto com Caitlin Leahy, Jackson Rathbone, Billy Zane, Rutger Hauer e Lindsay Wagner.

## Sinopse
O longa conta a história de Sansão, um homem com uma força sobrenatural que recebeu um chamado divino para libertar seu povo da escravidão. Quando ele perde seu amor para um cruel príncipe filisteu, o jovem hebreu parte em uma jornada para defender seu povo, sacrificando o que for preciso para vingar seu amor, seu povo e seu Deus.